# José Ardévol
José Ardévol Gimbernat (Barcelona, 13 de marzo de 1911-La Habana, 9 de enero de 1981), fue un compositor español nacionalizado cubano. 
Comenzó sus estudios musicales en España de la mano de su padre, músico y director de orquesta. Desde 1930 fijó su residencia en La Habana (Cuba) adoptando la nacionalidad cubana.
Fue profesor de composición, agrupando en torno a él a un grupo de jóvenes músicos con los que acometió un movimiento de renovación cuyos resultados no tardaron en dejarse notar, como ocurre con su alumno más notable, el compositor cubano Harold Gramatges. En un folleto titulado Presencia cubana en la música universal (La Habana, 1945), se exponen los objetivos del “Grupo de renovación musical” y su estética.
Entre las obras de Ardévol, tenemos el ballet Forma (estrenado en 1943), La Burla de Don Pedro a caballo (1943), para solistas, coro y orquesta; 3 sinfonías, 2 suites cubanas y varias obras para orquesta y cuartetos, también es autor de numerosas composiciones de música de cámara, piezas para piano y melodías.